# Transversal
Um ente geométrico é transversal quando o seu sentido é oblíquo em relação a determinado referente. 
Transversal é o nome dado à reta que cruza um par ou um feixe de retas paralelas. A reta transversal gera diferentes tipos de ângulos.
Um plano pode ser transversal a uma superfície plana. 

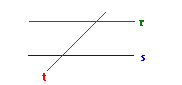
Retas paralelas (r,s) cortadas por uma transversal (t).